# Półton diatoniczny
Półton diatoniczny (limma) – półton utworzony przez dwa sąsiadujące stopnie znajdujące się w odległości sekundy małej. W szeregu zasadniczym naturalny półton diatoniczny występuje między e-f oraz h-c:

Pozostałe półtony diatoniczne można uzyskać za pomocą znaków chromatycznych: